# Lavigera paucicostata
Lavigera paucicostata é uma espécie de gastrópode da família Thiaridae. 
Pode ser encontrada nos seguintes países: Burundi, República Democrática do Congo, Tanzânia e Zâmbia.